# Odontocera apicula
Odontocera apicula là một loài bọ cánh cứng trong họ Cerambycidae.